# Дискография The Monkees
Официальная дискография американской поп-рок-группы The Monkees насчитывает 13 студийных альбомов, 8 концертных альбомов, 84 мини-альбома, 98 сборников, 18 бокс-сетов, 5 видеоальбомов и 77 синглов.
Изначально группа была создана американскими кино- и телепродюсерами Бобом Рейфелсоном и Бертом Шнайдером как вымышленная, специально для съёмок ситуационного комедийного сериала «The Monkees», по сюжету которого четверо музыкантов создают свой рок-н-ролльный ансамбль и пытаются добиться известности. Сериал транслировался на телеканале NBC с 12 сентября 1966 года по 25 марта 1968 года. В состав квартета входили трое американских актёров и музыкантов Микки Доленц, Питер Торк и Майкл Несмит, а также британский актёр и музыкант Дэви Джонс.
Спустя месяц после начала выхода эпизодов в телеэфир группа выпустила одноимённый дебютный альбом, который моментально занял высшие позиции в чартах США, Великобритании, Канады и Финляндии. В США продажи альбома превысили пять миллионов копий, сделав его пятикратно платиновым, а сама группа по популярности обогнала The Beatles в Северной Америке. В 1967 году The Monkees выпустили ещё три альбома — More of the Monkees, Headquarters и Pisces, Aquarius, Capricorn & Jones Ltd., каждый из которых также повторил успех дебютного альбома и поднялся на высшую строчку чарта Billboard 200. Таким образом, вплоть до настоящего времени The Monkees удерживают рекорд как первый и единственный исполнитель, чьи альбомы четырежды занимали первое место в этом чарте в пределах одного календарного года. Альбом More of the Monkees также был распродан тиражом свыше пяти миллионов копий, что сделало его третьим самым продаваемым альбомом 1960-х годов. Синглы и альбомы The Monkees также пользовались коллосальным успехом в Японии, обойдя по продажам релизы главных исполнителей «британского вторжения», таких как The Beatles и The Rolling Stones: в 1968 году 60% всех синглов и 40% всех альбомов, проданных в Японии, были выпущены именно этой группой.
К концу второго сезона рейтинги телесериала сильно снизились, из-за чего NBC отказались продлевать контракт с группой на съёмки третьего сезона. Последний эпизод вышел за несколько недель до выхода пятого альбома The Birds, The Bees & The Monkees, ставшего последним лонгплеем The Monkees, получившим сертификацию в США. Параллельно также постепенно снижалась и популярность группы: релизы коллектива стали всё реже попадать в музыкальные чарты и занимать всё более низкие позиции. После завершения телесериала The Monkees продолжили музыкальную деятельность уже как настоящая, а не виртуальная группа. Продюсеры оригинального телесериала сняли фильм «Head», а группа записала к нему одноимённый саундтрек, однако коммерческого успеха фильм не достиг, и в конце 1968 года Питер Торк покинул группу. В 1969 году оставшиеся участники выпустили два безуспешных альбома, в следующем году Майкл Несмит покинул коллектив, а Дэви Джонс и Микки Доленц вдвоём записали Changes и решили прекратить совместную работу, уделив больше внимания сольному творчеству.
После распада участники несколько раз собирались вместе на непродолжительное время с целью проведения концертных туров и выпуска нескольких альбомов. Самым успешным диском стал Good Times!, выпущенный в 2016 году и попавший в чарты десяти стран. Окончательно The Monkees прекратили своё существование в 2021 году, когда в результате смерти Майкла Несмита Микки Доленц стал единственным оставшимся в живых участником The Monkees.
Сокращения названий стран (по стандарту ГОСТ 7.67):
- АВС — Австралия
- АВТ — Австрия
- АРГ — Аргентина
- БРА — Бразилия
- ВЕЛ — Великобритания
- ВЕН — Венгрия
- ВЕС — Венесуэла
- ГЕР — Германия
- ДАН — Дания
- ИЗР — Израиль
- ИРЯ — Ирландия
- ИСП — Испания
- ИТА — Италия
- КАН — Канада
- МАЗ — Малайзия
- МЕК — Мексика
- НИД — Нидерланды
- НОЗ — Новая Зеландия
- НОР — Норвегия
- ПОЛ — Польша
- ПУЭ — Пуэрто-Рико
- СОЕ — Соединённые Штаты Америки
- ФИЛ — Филиппины
- ФИН — Финляндия
- ФРА — Франция
- ЧИЛ — Чили
- ШВА — Швейцария
- ШВЕ — Швеция
- ЮЖН — Южно-Африканская Республика
- ЯПО — Япония

Сокращения названий регионов, не включённых в ГОСТ 7.67:
- ВАЛ — Валлония
- МИР — Мир
- ФЛА — Фландрия
- ШОТ — Шотландия

## Студийные альбомы
| 1966                                      | The Monkees Детали - Релиз: 10 октября - Лейбл: Colgems Records, RCA Records - Формат: LP, 2×LP, CD, 2×CD, Stereo 8, CS, CD-R, 2×CD-R, ЦД         | 3  | — | 2 | —   | 1  | 11 | 10 | —  | 1  | —  | —   | 3 | 1   | 1 | —  | —  | —  | 7 | —  | 54 | Список - : 5×Платиновый - : Золотой |
| 1967                                      | More of the Monkees Детали - Релиз: 9 января - Лейбл: Colgems Records, RCA Records - Формат: LP, 2×LP, CD, 2×CD, CD-R, Stereo 8, CS, ЦД           | 4  | — | 4 | —   | 1  | 16 | 5  | —  | 1  | —  | —   | 1 | 1   | 1 | —  | 25 | —  | — | —  | 57 | Список - : 5×Платиновый - : Золотой |
| 1967                                      | Headquarters Детали - Релиз: 22 мая - Лейбл: Colgems Records, RCA Records - Формат: LP, CD, 2×CD, 4×CD, Stereo 8, CD-R, CS, ЦД                    | —  | 5 | 9 | —   | 2  | 29 | 3  | —  | 1  | —  | —   | 2 | 1   | 3 | —  | —  | —  | — | —  | 32 | Список - : 3×Платиновый             |
| 1967                                      | Pisces, Aquarius, Capricorn & Jones Ltd. Детали - Релиз: 6 ноября - Лейбл: Colgems Records - Формат: LP, CD, 2×CD, CD-R, 2×CD-R, Stereo 8, CS, ЦД | —  | — | — | —   | 5  | 18 | —  | —  | 2  | —  | —   | 4 | 1   | — | —  | 3  | —  | — | —  | 2  | Список - : 2×Платиновый             |
| 1968                                      | The Birds, The Bees & The Monkees Детали - Релиз: 22 апреля - Лейбл: Colgems Records, RCA Records - Формат: LP, CD, Stereo 8, CS, ЦД              | 5  | — | — | —   | 7  | 28 | —  | —  | 6  | —  | —   | — | 3   | 8 | —  | —  | —  | — | —  | 1  | Список - : Платиновый               |
| 1968                                      | Head Детали - Релиз: 1 декабря - Лейбл: Colgems Records, RCA Records - Формат: LP, CD, 2×CD, Stereo 8, катушечная лента, CS, ЦД                   | —  | — | — | —   | —  | —  | —  | —  | 24 | —  | —   | — | 45  | — | —  | —  | —  | — | —  | 53 |                                     |
| 1969                                      | Instant Replay Детали - Релиз: 15 февраля - Лейбл: Colgems Records, RCA Records - Формат: LP, CD, 2×CD, Stereo 8, катушечная лента, CS, ЦД        | —  | — | — | —   | —  | —  | —  | —  | 45 | —  | —   | — | 32  | — | —  | —  | —  | — | —  | 26 |                                     |
| 1969                                      | The Monkees Present Детали - Релиз: 1 октября - Лейбл: Colgems Records, RCA Records - Формат: LP, CD, 2×CD, Stereo 8, CS, ЦД                      | —  | — | — | —   | —  | —  | —  | —  | —  | —  | —   | — | 100 | — | —  | —  | —  | — | —  | —  |                                     |
| 1970                                      | Changes Детали - Релиз: 30 июня - Лейбл: Colgems Records, RCA Records - Формат: LP, CD, Stereo 8, CS, ЦД                                          | —  | — | — | —   | —  | —  | —  | —  | —  | —  | —   | — | 152 | — | —  | —  | —  | — | —  | —  |                                     |
| 1987                                      | Pool It! Детали - Релиз: август - Лейбл: Rhino Records - Формат: LP, CD, CS, ЦД                                                                   | —  | — | — | —   | —  | —  | —  | —  | —  | —  | —   | — | 72  | — | —  | —  | —  | — | —  | —  |                                     |
| 1996                                      | Justus Детали - Релиз: 15 октября - Лейбл: Rhino Records - Формат: LP, CD, CS, ЦД                                                                 | —  | — | — | —   | —  | —  | —  | —  | —  | —  | —   | — | —   | — | —  | —  | —  | — | —  | —  |                                     |
| 2016                                      | Good Times! Детали - Релиз: 27 мая - Лейбл: Rhino Records - Формат: LP, CD, CD-R, CS, ЦД                                                          | 20 | — | — | 167 | 29 | —  | —  | 58 | 95 | 30 | 152 | — | 14  | — | 83 | —  | 57 | — | 24 | —  |                                     |
| 2018                                      | Christmas Party Детали - Релиз: 12 октября - Лейбл: Rhino Records - Формат: LP, CD, ЦД                                                            | —  | — | — | —   | —  | —  | —  | —  | —  | —  | —   | — | 3   | — | —  | —  | —  | — | —  | —  |                                     |
| «—» ставится, если альбом не попал в чарт | |    |   |   |     |    |    |    |    |    |    |     |   |     |   |    |    |    |   |    |    |                                     |

## Концертные альбомы
| 1987                                      | Live 1967 Детали - Релиз: июнь - Лейбл: Rhino Records - Формат: LP, CD, CS, ЦД                                   | —  | —   | —  | — | — | —  |  |
| 1987                                      | 20th Anniversary Tour 1986 Детали - Лейбл: Rhino Records - Формат: LP, CD, CS                                    | —  | —   | —  | — | — | —  |  |
| 2001                                      | Summer 1967: The Complete U.S. Concert Recordings Детали - Релиз: 18 мая - Лейбл: Rhino HandMade - Формат: CD    | —  | —   | —  | — | — | —  |  |
| 2001                                      | 2001: Live in Las Vegas Детали - Лейбл: Hercules Productions - Формат: CD                                        | —  | —   | —  | — | — | —  |  |
| 2003                                      | Extended Versions: The Encore Collection Детали - Релиз: 28 ноября - Лейбл: BMG Entertainment - Формат: CD       | —  | —   | —  | — | — | —  |  |
| 2003                                      | Live Summer Tour Детали - Лейбл: WIN Media - Формат: CD, 2×CD                                                    | —  | —   | —  | — | — | —  |  |
| 2005                                      | In Concert Детали - Только в Нидерландах - Лейбл: Disky - Формат: CD                                             | —  | —   | —  | — | — | —  |  |
| 2020                                      | The Monkees Live: The Mike and Micky Show Детали - Релиз: 3 апреля - Лейбл: Rhino Records - Формат: 2×LP, CD, ЦД | 15 | 178 | 13 | 2 | 3 | 45 |  |
| «—» ставится, если альбом не попал в чарт | |    |     |    |   |   |    |  |

## Мини-альбомы
| 1966                                           | Last Train To Clarksville Детали - Лейбл: RCA Victor - Формат: 7'', EP | —  | —  | 1 | — | — | —  | —  | — |  |
| 1966                                           | (Theme From) The Monkees Детали - Лейбл: RCA Victor - Формат: 7'', EP | 1  | —  | — | — | — | —  | —  | — |  |
| 1966                                           | I'm A Believer / (I'm Not Your) Steppin' Stone Детали - Только во Франции - Лейбл: RCA Victor - Формат: 7'', EP                                                                | —  | —  | — | — | — | —  | —  | — |  |
| 1966                                           | Tema de Los Monkees / Blues De Papa Jean / Seguimos Bailando / Me Voy A Comprar Un Perro Детали - Только в Аргентине - Лейбл: RCA Victor, His Master's Voice - Формат: 7'', EP | —  | —  | — | — | — | —  | —  | — |  |
| 1966                                           | Last Train To Clarksville Детали - Только в Японии - Лейбл: RCA Victor - Формат: 7'', EP                                                                                       | —  | —  | — | — | — | —  | —  | — |  |
| 1966                                           | More Of The Monkees Детали - Только в Японии - Лейбл: RCA Victor - Формат: 7'', EP                                                                                             | —  | —  | — | — | — | —  | —  | — |  |
| 1966                                           | I'm A Believer Детали - Только в Португалии - Лейбл: RCA Victor - Формат: 7'', EP                                                                                              | —  | —  | — | — | — | —  | —  | — |  |
| 1966                                           | More Of The Monkees Детали - Только в Японии - Лейбл: RCA Victor - Формат: 7'', EP                                                                                             | —  | —  | — | — | — | —  | —  | — |  |
| 1967                                           | The Monkees E. P. (Vol. 1) Детали - Только в Австралии и Новой Зеландии - Лейбл: RCA Victor - Формат: 7'', EP                                                                  | 1  | —  | — | — | — | —  | —  | — |  |
| 1967                                           | Meet The Monkees Детали - Лейбл: RCA Victor - Формат: LP, EP | —  | 1  | — | — | 1 | 15 | —  | — |  |
| 1967                                           | I'm A Believer Детали - Лейбл: RCA Victor - Формат: LP, EP | —  | 10 | — | — | — | —  | —  | — |  |
| 1967                                           | The Monkees Volume 2 Детали - Только в Австралии и Новой Зеландии - Лейбл: RCA Victor - Формат: 7'', EP                                                                        | 60 | —  | — | — | — | —  | —  | — |  |
| 1967                                           | She Детали - Лейбл: RCA Victor - Формат: 7'', EP | 6  | —  | — | 4 | — | —  | —  | — |  |
| 1967                                           | A Little Bit Me, A Little Bit You Детали - Только во Франции - Лейбл: RCA Victor - Формат: 7'', EP                                                                             | —  | —  | — | — | — | —  | —  | — |  |
| 1967                                           | Tema De Los Monkees Детали - Лейбл: RCA Victor - Формат: 7'', EP | —  | —  | — | 2 | — | —  | —  | — |  |
| 1967                                           | Ella / Cuando El Amor Toca A Tu Puerta / Mary Mary / ¡Aguanta Nena! Детали - Лейбл: RCA Victor - Формат: 7'', EP                                                               | —  | —  | — | — | — | —  | —  | — |  |
| 1967                                           | The Monkees Детали - Релиз: 20 марта - Только в США - Лейбл: RCA Victor - Формат: 7'', Jukebox                                                                                 | —  | —  | — | — | — | —  | —  | — |  |
| 1967                                           | 恋の合言葉 Детали - Только в Японии - Лейбл: RCA Victor - Формат: 7'', EP | —  | —  | — | — | — | —  | —  | — |  |
| 1967                                           | Un Domingo En Valle Alegre Детали - Только в Мексике - Лейбл: RCA Victor - Формат: 7'', EP                                                                                     | —  | —  | — | — | — | —  | —  | — |  |
| 1967                                           | Sabado Para Niňos Детали - Только в Мексике - Лейбл: RCA Victor - Формат: 7'', EP                                                                                              | —  | —  | — | — | — | —  | —  | — |  |
| 1967                                           | Alternate Tittle Детали - Только в Португалии - Лейбл: RCA Victor - Формат: 7'', EP                                                                                            | —  | —  | — | — | — | —  | —  | — |  |
| 1967                                           | More Of The Monkees Детали - Только в Израиле - Лейбл: RCA Victor - Формат: 7'', EP                                                                                            | —  | —  | — | — | — | —  | —  | — |  |
| 1967                                           | The Monkees Volume 3 Детали - Только в Новой Зеландии - Лейбл: RCA Victor - Формат: 7'', EP                                                                                    | —  | —  | — | — | — | —  | —  | — |  |
| 1967                                           | Aqui Esta El Futuro Детали - Только в Мексике - Лейбл: RCA Victor - Формат: 7'', EP                                                                                            | —  | —  | — | — | — | —  | —  | — |  |
| 1967                                           | Un Poco De Mi Y Un Poco De Ti Детали - Только в Мексике - Лейбл: RCA Victor - Формат: 7'', EP                                                                                  | —  | —  | — | — | — | —  | —  | — |  |
| 1967                                           | More Monkees Greatest Hits Детали - Только в Сингапуре - Лейбл: RCA Victor - Формат: 7'', EP                                                                                   | —  | —  | — | — | — | —  | —  | — |  |
| 1967                                           | Words Детали - Только в Иране - Лейбл: Top 4 - Формат: 7'', EP | —  | —  | — | — | — | —  | —  | — |  |
| 1967                                           | More Of The Monkees Детали - Релиз: 27 марта - Только в США - Лейбл: Colgems - Формат: 7'', EP                                                                                 | —  | —  | — | — | — | —  | —  | — |  |
| 1967                                           | Soy Un Creyente = I'm A Believer Детали - Только в Мексике - Лейбл: RCA Victor - Формат: 7'', EP                                                                               | —  | —  | — | 3 | — | —  | —  | — |  |
| 1967                                           | Pleasant Valey Sounday Детали - Только в Португалии - Лейбл: RCA Victor - Формат: 7'', EP                                                                                      | —  | —  | — | — | — | —  | —  | — |  |
| 1967                                           | Estoy Convencido Детали - Только в Аргентине - Лейбл: RCA Victor - Формат: 7'', EP                                                                                             | —  | —  | — | — | — | —  | —  | — |  |
| 1967                                           | The Monkees Детали - Только в Бразилии - Лейбл: RCA Victor - Формат: 7'', EP                                                                                                   | —  | —  | — | — | — | —  | —  | — |  |
| 1967                                           | Words Детали - Только в Португалии - Лейбл: RCA Victor - Формат: 7'', EP | —  | —  | — | — | — | —  | —  | — |  |
| 1967                                           | Cuartel General Детали - Только в Аргентине - Лейбл: RCA Victor - Формат: 7'', EP                                                                                              | —  | —  | — | — | — | —  | —  | — |  |
| 1967                                           | Headquarters Детали - Только в Мексике - Лейбл: RCA Victor - Формат: 7'', EP                                                                                                   | —  | —  | — | — | — | —  | —  | — |  |
| 1967                                           | ¡Por Amor De Dios! Детали - Только в Мексике - Лейбл: RCA Victor - Формат: 7'', EP                                                                                             | —  | —  | — | — | — | —  | —  | — |  |
| 1967                                           | Love Is Only Sleeping Детали - Только в Португалии - Лейбл: RCA Victor - Формат: 7'', EP                                                                                       | —  | —  | — | — | — | —  | —  | — |  |
| 1967                                           | Last Train To Clarksville Детали - Только в Бразилии - Лейбл: RCA Victor - Формат: 7'', EP                                                                                     | —  | —  | — | — | — | —  | —  | — |  |
| 1967                                           | Alternate Title / Words Детали - Релиз: июль - Только во Франции - Лейбл: RCA Victor - Формат: 7'', EP                                                                         | —  | —  | — | — | — | —  | —  | — |  |
| 1968                                           | The Monkees Детали - Только в Германии - Лейбл: RCA Victor - Формат: LP, EP | —  | —  | — | — | — | —  | —  | — |  |
| 1968                                           | Cuddly Toy E. P. Детали - Только в Австралии - Лейбл: RCA Victor - Формат: 7'', EP                                                                                             | 10 | —  | — | — | — | —  | —  | — |  |
| 1968                                           | Meet The Monkees Детали - Только в Сингапуре - Лейбл: R Records - Формат: 7'', EP                                                                                              | —  | —  | — | — | — | —  | —  | — |  |
| 1968                                           | Shades Of Gray Детали - Лейбл: RCA Victor - Формат: 7'', EP | —  | —  | — | — | — | —  | 13 | 7 |  |
| 1968                                           | Words Детали - Только в Бразилии - Лейбл: RCA Victor - Формат: 7'', EP | —  | —  | — | — | — | —  | —  | — |  |
| 1968                                           | Pisces, Aquarius, Capricorn & Jones Детали - Только в Португалии - Лейбл: RCA Victor - Формат: 7'', EP                                                                         | —  | —  | — | — | — | —  | —  | — |  |
| 1968                                           | El Vendedor Детали - Только в Мексике - Лейбл: RCA Victor - Формат: 7'', EP | —  | —  | — | — | — | —  | —  | — |  |
| 1968                                           | Here Comes Tomorrow Детали - Только в Мексике - Лейбл: RCA Victor - Формат: 7'', EP                                                                                            | —  | —  | — | 1 | — | —  | —  | — |  |
| 1968                                           | Star Collector Детали - Только в Мексике - Лейбл: RCA Victor - Формат: 7'', EP                                                                                                 | —  | —  | — | 3 | — | —  | —  | — |  |
| 1968                                           | Soňando Despierto = Daydream Believer Детали - Только в Мексике - Лейбл: RCA Victor - Формат: 7'', EP                                                                          | —  | —  | — | — | — | —  | —  | — |  |
| 1968                                           | Me Recuperare Детали - Только в Мексике - Лейбл: RCA Victor - Формат: 7'', EP                                                                                                  | —  | —  | — | — | — | —  | —  | — |  |
| 1968                                           | Valleri / Tapioca Tundra Детали - Только в Мексике - Лейбл: RCA Victor - Формат: 7'', EP                                                                                       | —  | —  | — | — | — | —  | —  | — |  |
| 1968                                           | D. W. Washburn Детали - Только в Мексике - Лейбл: RCA Victor - Формат: 7'', EP                                                                                                 | —  | —  | — | — | — | —  | —  | — |  |
| 1968                                           | El Amor Esta Durmiendo / Coleccionista De Estrellas / Juguete Consentido / Dificil De Creer Детали - Только в Мексике - Лейбл: RCA Victor - Формат: 7'', EP                    | —  | —  | — | — | — | —  | —  | — |  |
| 1968                                           | The Birds, The Bees & The Monkees Детали - Только в Боливии - Лейбл: RCA Victor - Формат: 7'', EP                                                                              | —  | —  | — | — | — | —  | —  | — |  |
| 1968                                           | D. W. ウォッシュバーン = D. W. Washburn / すてきなバレリ = Valeri Детали - Только в Японии - Лейбл: RCA Victor - Формат: 7'', EP                                               | —  | —  | — | — | — | —  | —  | — |  |
| 1968                                           | Daydream Believer / Star Collector Детали - Только в Японии - Лейбл: RCA Victor - Формат: 7'', EP                                                                              | —  | —  | — | — | — | —  | —  | — |  |
| 1969                                           | I Wanna Be Free Детали - Только в Австралии - Лейбл: RCA Victor - Формат: 7'', EP                                                                                              | —  | —  | — | — | — | —  | —  | — |  |
| 1969                                           | We Were Made For Each Other Детали - Только в Австралии - Лейбл: RCA Victor - Формат: 7'', EP                                                                                  | —  | —  | — | — | — | —  | —  | — |  |
| 1969                                           | Good Clean Fun Детали - Только в Бразилии - Лейбл: RCA Victor - Формат: 7'', EP                                                                                                | —  | —  | — | — | — | —  | —  | — |  |
| 1969                                           | La Chica Que Deje Детали - Только в Мексике - Лейбл: RCA Victor - Формат: 7'', EP                                                                                              | —  | —  | — | — | — | —  | —  | — |  |
| 1969                                           | The Monkees Present EP Детали - Только в Мексике - Лейбл: RCA Victor - Формат: 7'', EP                                                                                         | —  | —  | — | — | — | —  | —  | — |  |
| 1969                                           | Ciudad De Lagrimas Детали - Только в Мексике - Лейбл: RCA Victor - Формат: 7'', EP                                                                                             | —  | —  | — | — | — | —  | —  | — |  |
| 1969                                           | Tear Drop City Детали - Только в Португалии - Лейбл: RCA Victor - Формат: 7'', EP                                                                                              | —  | —  | — | — | — | —  | —  | — |  |
| 1970                                           | Oh My My Детали - Только в Мексике - Лейбл: RCA Victor - Формат: 7'', EP | —  | —  | — | — | — | —  | —  | — |  |
| 1972                                           | Juventud En Orbita Детали - Только в Перу - Лейбл: RCA Victor - Формат: 7'', EP                                                                                                | —  | —  | — | — | — | —  | —  | — |  |
| 1973                                           | Monkee's Theme Детали - Только в Японии - Лейбл: Bell Records - Формат: 7'', EP                                                                                                | —  | —  | — | — | — | —  | —  | — |  |
| 1974                                           | 4 Exitos Serie Oro Детали - Только в Мексике - Лейбл: Bell Records - Формат: 7'', EP                                                                                           | —  | —  | — | — | — | —  | —  | — |  |
| 1974                                           | The Birds, The Bees & The Monkees Детали - Только в Японии - Лейбл: Bell Records - Формат: 7'', EP                                                                             | —  | —  | — | — | — | —  | —  | — |  |
| 1975                                           | Die Grossen Vier Детали - Только в Германии - Лейбл: Bell Records - Формат: 2×7'', EP                                                                                          | —  | —  | — | — | — | —  | —  | — |  |
| 1977                                           | Day-Dream Believer / Last Train To Clarksville / I'm A Believer / Pleasant Valley Sunday Детали - Только в Германии - Лейбл: Arista Records, EMI Electrola - Формат: 7'', EP   | —  | —  | — | — | — | —  | —  | — |  |
| 1980                                           | The Monkees EP Детали - Лейбл: Arista Records - Формат: 7'', EP | —  | 33 | — | — | — | —  | —  | — |  |
| 1981                                           | Monkees E.P. Volume Two Детали - Лейбл: Arista Records - Формат: 7'', EP | —  | —  | — | — | — | —  | —  | — |  |
| 1982                                           | I'm A Believer EP Детали - Только в Великобритании - Лейбл: Arista Records - Формат: 7'', EP                                                                                   | —  | —  | — | — | — | —  | —  | — |  |
| 1986                                           | Then & Now... Monkees Детали - Только в Мексике - Лейбл: Arista Records - Формат: LP, EP                                                                                       | —  | —  | — | — | — | —  | —  | — |  |
| 1988                                           | Last Train To Clarksville / Valleri / The Girl I Knew Somewhere Детали - Только в США - Лейбл: Arista Records - Формат: CD, EP                                                 | —  | —  | — | — | — | —  | —  | — |  |
| 1988                                           | I'm A Believer / Sometime In The Morning / Words Детали - Только в США - Лейбл: Arista Records - Формат: CD, EP                                                                | —  | —  | — | — | — | —  | —  | — |  |
| 1988                                           | Daydream Believer / For Pete's Sake / You May Just Be The One Детали - Только в США - Лейбл: Arista Records - Формат: CD, EP                                                   | —  | —  | — | — | — | —  | —  | — |  |
| 1989                                           | Last Train To Clarksville / I'm A Believer Детали - Лейбл: Arista Records - Формат: CD, EP                                                                                     | —  | —  | — | — | — | —  | —  | — |  |
| 1989                                           | Last Train To Clarksville Детали - Релиз: 24 апреля - Только в Великобритании - Лейбл: Arista Records - Формат: 7'', CD, EP                                                    | —  | —  | — | — | — | —  | —  | — |  |
| 1989                                           | Daydream Believer Детали - Лейбл: Arista Records - Формат: 7'', CD, EP | —  | 62 | — | — | — | —  | —  | — |  |
| 2016                                           | Good Times! Plus! Детали - Лейбл: Rhino Records - Формат: EP | —  | —  | — | — | — | —  | —  | — |  |
| ?                                              | Greatest Hits Детали - Только в Сингапуре - Лейбл: R Records - Формат: 7'', EP                                                                                                 | —  | —  | — | — | — | —  | —  | — |  |
| ?                                              | She / Mary, Mary / Hold On Girl / Laugh Детали - Только в Таиланде - Лейбл: $pecial Records - Формат: 7'', EP                                                                  | —  | —  | — | — | — | —  | —  | — |  |
| ?                                              | See The Monkeys Get Into Trouble Детали - Только в Иране - Лейбл: Monogram - Формат: 7'', EP                                                                                   | —  | —  | — | — | — | —  | —  | — |  |
| «—» ставится, если мини-альбом не попал в чарт | |    |    |   |   |   |    |    |   |  |

## Сборники
| 1967 | The Monkees / More Of The Monkees Детали - Релиз: апрель - Только в США - Лейбл: Colgems Records - Формат: Stereo 8, катушечная лента                        | —  | —  | —  | —  | —   | —  |                                                  |
| 1967 | Pisces, Aquarius, Capricorn & Jones Ltd. / Headquarters Детали - Релиз: декабрь - Только в США - Лейбл: Colgems Records - Формат: Stereo 8, катушечная лента | —  | —  | —  | —  | —   | —  |                                                  |
| 1967 | The Monkees Детали - Релиз: декабрь - Только в Германии - Лейбл: SR International, RCA Victor - Формат: LP                                                   | —  | —  | —  | —  | —   | —  |                                                  |
| 1967 | The Monkees Детали - Релиз: декабрь - Только в Германии - Лейбл: RCA Victor - Формат: LP                                                                     | —  | —  | —  | —  | —   | —  |                                                  |
| 1968 | The Monkees' Golden Story Детали - Релиз: октябрь - Только в Японии - Лейбл: RCA Records, Victor Records - Формат: 2×LP                                      | —  | —  | —  | —  | —   | 1  |                                                  |
| 1968 | Golden Album Детали - Релиз: декабрь - Только в Японии - Лейбл: RCA Records, Victor Records - Формат: LP                                                     | —  | —  | —  | —  | —   | 1  |                                                  |
| 1968 | The Monkees Детали - Только в Германии - Лейбл: RCA Victor - Формат: LP, EP                                                                                  | —  | —  | —  | —  | —   | —  |                                                  |
| 1969 | The Monkees Greatest Hits Детали - Релиз: 9 июня - Лейбл: Colgems Records - Формат: LP, CD, Stereo 8, Stereo-Pak, CS                                         | —  | —  | —  | —  | 58  | —  |                                                  |
| The Monkees' Golden Album Vol. 2 Детали - Только в Японии - Лейбл: RCA Records, Victor Records - Формат: LP | — | —  | —  | —  | —  | —   |    |                                                  |
| 1970 | I Monkees In TV Детали - Релиз: май - Только в Италии - Лейбл: RCA Victor - Формат: LP                                                                       | —  | —  | —  | —  | —   | —  |                                                  |
| 1970 | Golden Hits Детали - Только в США - Лейбл: Colgems Records - Формат: LP                                                                                      | —  | —  | —  | —  | —   | —  |                                                  |
| 1971 | Barrel Full Of Monkees Детали - Релиз: январь - Лейбл: Colgems Records, RCA Victor - Формат: 2×LP, Stereo 8                                                  | —  | —  | —  | —  | 207 | —  |                                                  |
| 1972 | 25 Hits Of The Monkees Детали - Только в Великобритании - Лейбл: Bell Records - Формат: Stereo 8, CS                                                         | —  | —  | —  | —  | —   | —  |                                                  |
| 1972 | Best Of The Monkees Детали - Лейбл: Sounds Superb - Формат: LP, CS                                                                                           | —  | —  | —  | —  | —   | —  |                                                  |
| 1972 | Re-Focus Детали - Лейбл: Bell Records - Формат: LP, CS | —  | —  | —  | —  | —   | 37 |                                                  |
| 1973 | New Gift Pack Детали - Только в Японии - Лейбл: Bell Records - Формат: 2×LP                                                                                  | —  | —  | —  | —  | —   | —  |                                                  |
| 1974 | Los Grandes Éxitos De The Monkees Детали - Только в Мексике - Лейбл: Karussell - Формат: LP                                                                  | —  | —  | —  | —  | —   | —  |                                                  |
| 1974 | The Monkees Greatest Hits Детали - Только в Японии - Лейбл: Bell Records, Arista Records - Формат: LP                                                        | —  | —  | —  | —  | —   | —  |                                                  |
| 1974 | The Monkees Rock'n Roll Best 20 Детали - Только в Японии - Лейбл: Arista Records - Формат: LP                                                                | —  | —  | —  | —  | —   | —  |                                                  |
| 1976 | The Monkees Greatest Hits Детали - Релиз: 23 июля - Лейбл: Arista Records - Формат: LP, CD, Stereo 8, CS                                                     | 55 | —  | —  | —  | 69  | —  | Список - : Платиновый                            |
| 1976 | The Monkees Детали - Только в США - Лейбл: RCA Special Products, Laurie House - Формат: 2×LP, Stereo 8                                                       | —  | —  | —  | —  | —   | —  |                                                  |
| 1976 | The Monkees / BEST Детали - Только в Японии - Лейбл: Arista Records - Формат: LP                                                                             | —  | —  | —  | —  | —   | —  |                                                  |
| 1978 | Hey, Hey We're The Monkees Детали - Только в Великобритании - Лейбл: BBC Radioplay Music - Формат: LP                                                        | —  | —  | —  | —  | —   | —  |                                                  |
| 1979 | Monkeemania (40 Timeless Hits) Детали - Лейбл: Arista Records - Формат: 2×LP, 2×CS                                                                           | 37 | —  | —  | —  | —   | —  |                                                  |
| 1980 | Golden Story Детали - Только в Японии - Лейбл: Arista Records - Формат: 2×LP, 2×CS                                                                           | —  | —  | —  | —  | —   | —  |                                                  |
| 1980 | The Best Детали - Только в Японии - Лейбл: Arista Records - Формат: LP, CD, CS                                                                               | —  | —  | —  | —  | —   | —  |                                                  |
| 1981 | The Monkees Детали - Лейбл: Arista Records - Формат: 2×LP, CS                                                                                                | —  | —  | —  | —  | —   | —  |                                                  |
| 1982 | Monkee Business Детали - Только в США - Лейбл: Rhino Records - Формат: LP, CS                                                                                | —  | —  | —  | —  | —   | —  |                                                  |
| 1982 | 20 Golden Greats Детали - Лейбл: Ronco - Формат: LP, CS | —  | —  | —  | —  | —   | —  |                                                  |
| 1982 | More Greatest Hits of The Monkees Детали - Лейбл: Arista Records - Формат: LP, CS, Stereo 8                                                                  | —  | —  | —  | —  | —   | —  |                                                  |
| 1983 | Here Come The Monkees Детали - Лейбл: Reader's Digest - Формат: LP, CS                                                                                       | —  | —  | —  | —  | —   | —  |                                                  |
| 1984 | The Monkees Детали - Только в Великобритании - Лейбл: Scoop 33 - Формат: LP, CS                                                                              | —  | —  | —  | —  | —   | —  |                                                  |
| 1984 | Monkee Flips Детали - Только в США - Лейбл: Rhino Records - Формат: LP, CS                                                                                   | —  | —  | —  | —  | —   | —  |                                                  |
| 1985 | Hey-Hey-It's The Monkees 20 Smash Hits Детали - Только в Германии - Лейбл: Platinum Music - Формат: LP, CD, CS                                               | —  | —  | —  | —  | —   | —  |                                                  |
| 1985 | Hit Factory Детали - Только в США - Лейбл: Pair Records, Arista Special Products - Формат: 2×LP, CS                                                          | —  | —  | —  | —  | —   | —  |                                                  |
| 1986 | Then & Now... The Best Of The Monkees Детали - Релиз: 26 июня - Лейбл: Arista Records - Формат: LP, 2×LP, CD, CS, Stereo 8                                   | 35 | —  | —  | —  | 21  | —  | Список - : Платиновый - : Платиновый - : Золотой |
| 1986 | The Best Of The Monkees Детали - Только в Канаде - Лейбл: Silver Eagle Records - Формат: CS                                                                  | —  | —  | —  | —  | —   | —  |                                                  |
| 1986 | Then & Now... Monkees Детали - Только в Мексике - Лейбл: Arista Records - Формат: LP, EP                                                                     | —  | —  | —  | —  | —   | —  |                                                  |
| 1986 | Magic Moments With The Monkees Детали - Релиз: май - Лейбл: Arista Records - Формат: CS                                                                      | —  | —  | —  | —  | —   | —  |                                                  |
| 1987 | Missing Links Детали - Лейбл: Rhino Records - Формат: LP, CD, CS, ЦД                                                                                         | —  | —  | —  | —  | —   | —  |                                                  |
| 1988 | The Monkees Детали - Только в Германии - Лейбл: LaserLight Digital - Формат: CD, CS                                                                          | —  | —  | —  | —  | —   | —  |                                                  |
| 1988 | Hey Hey We're The Monkees Детали - Лейбл: Duchesse - Формат: LP, CD, CS                                                                                      | —  | —  | —  | —  | —   | —  |                                                  |
| 1988 | Last Train To Clarksville / Valleri / The Girl I Knew Somewhere Детали - Только в США - Лейбл: Arista Records - Формат: CD, EP                               | —  | —  | —  | —  | —   | —  |                                                  |
| 1988 | I'm A Believer / Sometime In The Morning / Words Детали - Только в США - Лейбл: Arista Records - Формат: CD, EP                                              | —  | —  | —  | —  | —   | —  |                                                  |
| 1988 | Daydream Believer / For Pete's Sake / You May Just Be The One Детали - Только в США - Лейбл: Arista Records - Формат: CD, EP                                 | —  | —  | —  | —  | —   | —  |                                                  |
| 1989 | The Monkees Детали - Лейбл: Ariola Express, Rainbow MFP Series - Формат: CD, CS                                                                              | —  | —  | —  | —  | —   | —  |                                                  |
| 1989 | Hey! Hey! It's The Monkees Greatest Hits Детали - Лейбл: K-Tel - Формат: LP, CD, CS                                                                          | —  | 12 | —  | —  | —   | —  |                                                  |
| 1989 | Last Train To Clarksville / I'm A Believer Детали - Лейбл: Arista Records - Формат: CD, EP                                                                   | —  | —  | —  | —  | —   | —  |                                                  |
| 1989 | By Request Детали - Релиз: 6 сентября - Только в Японии - Лейбл: Arista Records - Формат: 3×CD                                                               | —  | —  | —  | —  | —   | —  |                                                  |
| 1990 | Missing Links Volume Two Детали - Лейбл: Rhino Records - Формат: LP, CD, CS, ЦД                                                                              | —  | —  | —  | —  | —   | —  |                                                  |
| 1991 | The Collection Детали - Только в Австралии - Лейбл: Arista Records - Формат: CD, CS                                                                          | 25 | —  | —  | —  | —   | —  |                                                  |
| 1991 | The Monkees Детали - Только в Японии - Лейбл: Daiichi Kikaku - Формат: CD                                                                                    | —  | —  | —  | —  | —   | —  |                                                  |
| 1991 | De Hits van The Monkees Детали - Только в Нидерландах - Лейбл: Prijzenslag - Формат: CD                                                                      | —  | —  | —  | —  | —   | —  |                                                  |
| 1992 | The ★ Collection - 25th Anniversary Edition Детали - Лейбл: Arista Records - Формат: CD, CS                                                                  | 25 | —  | —  | —  | —   | —  |                                                  |
| 1993 | Rare Tracks Детали - Только в Японии - Лейбл: Century Records Co., Ltd. - Формат: CD                                                                         | —  | —  | —  | —  | —   | —  |                                                  |
| 1993 | The Best Of The Monkees Детали - Только в Великобритании - Лейбл: Arista Records, BMG - Формат: CD, CS                                                       | —  | —  | —  | —  | —   | —  |                                                  |
| 1994 | 20 Greatest Hits Детали - Лейбл: Movieplay, Audiophile Legends - Формат: CD, CS                                                                              | —  | —  | —  | —  | —   | —  |                                                  |
| 1994 | Hey-Hey-It's The Monkees 16 Smash Hits Детали - Лейбл: GHP - Формат: CD, CS                                                                                  | —  | —  | —  | —  | —   | —  |                                                  |
| 1994 | The Monkees Детали - Только в США - Лейбл: Rhino Records - Формат: CD                                                                                        | —  | —  | —  | —  | —   | —  |                                                  |
| 1995 | Greatest Hits Детали - Релиз: 24 октября - Лейбл: Rhino Records - Формат: CD, CS, ЦД                                                                         | —  | 15 | 26 | —  | 9   | —  | Список - : Золотой - : Золотой                   |
| 1996 | Tutti Legends Детали - Только в США - Лейбл: Rhino Special Products - Формат: CD, CS                                                                         | —  | —  | —  | —  | —   | —  |                                                  |
| 1996 | The Monkees Best!! With Original Karaoke Детали - Только в Японии - Лейбл: Rhino Records - Формат: CD                                                        | —  | —  | —  | —  | —   | —  |                                                  |
| 1996 | 30th Anniversary Collection Детали - Только в США - Лейбл: Rhino Records - Формат: 2×CD, 2×CS                                                                | —  | —  | —  | —  | —   | —  |                                                  |
| 1996 | Missing Links, Volume Three Детали - Лейбл: Rhino Records, Friday Music - Формат: LP, CD                                                                     | —  | —  | —  | —  | —   | —  |                                                  |
| 1996 | Barrelful Of Monkees Детали - Лейбл: Kid Rhino - Формат: CD, CS                                                                                              | —  | —  | —  | —  | —   | —  |                                                  |
| 1996 | Best - I'm A Believer Детали - Только в Германии - Лейбл: Zounds - Формат: CD                                                                                | —  | —  | —  | —  | —   | —  |                                                  |
| 1997 | (Here They Come...) The Greatest Hits Of The Monkees Детали - Лейбл: Telstar, Warner.ESP, WEA - Формат: CD, CS                                               | —  | —  | —  | —  | —   | —  | Список - : Золотой                               |
| 1997 | I'm A Believer And Other Hits Детали - Лейбл: Flashback Records, Rhino Special Products - Формат: CD, CS                                                     | —  | —  | —  | —  | —   | —  |                                                  |
| 1997 | The Very Best Of The Monkees Детали - Только в Германии - Лейбл: Bellaphon - Формат: 2×CD                                                                    | —  | —  | —  | —  | —   | —  |                                                  |
| 1998 | Anthology Детали - Лейбл: Rhino Records - Формат: 2×CD | —  | —  | —  | —  | —   | —  |                                                  |
| 1998 | Daydream Believer And Other Hits Детали - Только в США - Лейбл: Flashback Records - Формат: CD, CS                                                           | —  | —  | —  | —  | —   | —  |                                                  |
| 1999 | I'm A Believer Детали - Лейбл: Universe Gold, Rondo Hitline, Magic Factory - Формат: CD                                                                      | —  | —  | —  | —  | —   | —  |                                                  |
| 2000 | Headquarters Sessions Детали - Релиз: 21 сентября - Только в США - Лейбл: Rhino Handmade - Формат: 3×CD                                                      | —  | —  | —  | —  | —   | —  |                                                  |
| 2001 | The Definitive Monkees Детали - Лейбл: Warner Strategic Marketing, JD Distribution - Формат: CD, 2×CD                                                        | 52 | 15 | —  | 26 | —   | —  | Список - : Золотой - : Золотой                   |
| 2002 | The Essentials Детали - Лейбл: Rhino Records - Формат: CD, CS                                                                                                | —  | —  | —  | —  | —   | —  |                                                  |
| 2002 | 36 All-Time Favorites! Детали - Только в США - Лейбл: Warner Special Products, CSC Music - Формат: 3×CD                                                      | —  | —  | —  | —  | —   | —  |                                                  |
| 2003 | The Best Of The Monkees Детали - Релиз: 29 апреля - Только в США - Лейбл: Rhino Records - Формат: CD, 2×CD, CD+G                                             | —  | —  | —  | —  | 20  | —  | Список - : Золотой                               |
| 2003 | Daydream Believer Детали - Только в Великобритании - Лейбл: Marks & Spencer - Формат: CD                                                                     | —  | —  | —  | —  | —   | —  |                                                  |
| 2005 | The Platinum Collection Volume 2 Детали - Лейбл: Warner Music Group, Tower To The People - Формат: CD                                                        | —  | —  | —  | —  | —   | —  |                                                  |
| 2005 | Daydream Believer - Collection Volume 1 Детали - Лейбл: Warner Strategic Marketing - Формат: CD                                                              | —  | —  | —  | —  | —   | —  | Список - : Серебряный                            |
| 2006 | The Best Of Детали - Только в Нидерландах - Лейбл: Disky - Формат: CD                                                                                        | —  | —  | —  | —  | —   | —  |                                                  |
| 2006 | The Very Best Of The Monkees Детали - Только в Великобритании - Лейбл: WMTV - Формат: CD                                                                     | —  | —  | —  | —  | —   | —  |                                                  |
| 2007 | I'm A Believer (The Best Of The Monkees) Детали - Только в Великобритании - Лейбл: Music Club Deluxe - Формат: 2×CD                                          | —  | 84 | —  | —  | —   | —  | Список - : Серебряный                            |
| 2007 | The Works - A 3 CD Retrospective Детали - Только в Великобритании - Лейбл: Rhino Records - Формат: 3×CD                                                      | —  | —  | —  | —  | —   | —  |                                                  |
| 2007 | Last Train To Clarksville And Other Hits Детали - Релиз: 18 сентября - Только в США - Лейбл: Flashback Records - Формат: CD                                  | —  | —  | —  | —  | —   | —  |                                                  |
| 2011 | Flashback With The Monkees Детали - Только в США - Лейбл: Rhino Records - Формат: CD                                                                         | —  | —  | —  | —  | 125 | —  |                                                  |
| 2011 | Monkeemania: The Very Best Of The Monkees Детали - Только в Великобритании - Лейбл: Rhino Records - Формат: 2×CD                                             | —  | 70 | —  | —  | —   | —  |                                                  |
| 2016 | Good Times! Plus! Детали - Лейбл: Rhino Records - Формат: EP                                                                                                 | —  | —  | —  | —  | —   | —  |                                                  |
| 2016 | Forever Детали - Лейбл: Rhino Records - Формат: LP, CD | —  | —  | —  | —  | —   | —  |                                                  |
| 2016 | The Monkees 50 Детали - Только в США - Лейбл: Rhino Entertainment Company - Формат: 3×CD                                                                     | —  | —  | —  | —  | —   | —  |                                                  |
| 2017 | Summer Of Love Детали - Релиз: 18 июля - Лейбл: Rhino Records - Формат: LP, CD                                                                               | —  | —  | —  | —  | 17  | —  |                                                  |
| 2018 | An Introduction To The Monkees Vol. 1 Детали - Релиз: 29 июня - Только в США - Лейбл: Rhino Records - Формат: CD                                             | —  | —  | —  | —  | —   | —  |                                                  |
| 2018 | An Introduction To The Monkees Vol. 2 Детали - Только в США - Лейбл: Rhino Records - Формат: CD                                                              | —  | —  | —  | —  | —   | —  |                                                  |
| 2019 | Walk Of Fame Детали - Релиз: 6 декабря - Лейбл: Gold Vinyl - Формат: LP                                                                                      | —  | —  | —  | —  | —   | —  |                                                  |
| ? | Pack 20 Детали - Только в Японии - Лейбл: Bell Records - Формат: LP                                                                                          | —  | —  | —  | —  | —   | —  |                                                  |
| ? | Special Collection Детали - Только в Японии - Лейбл: Pigeon, Aile - Формат: CD                                                                               | —  | —  | —  | —  | —   | —  |                                                  |
| ? | Edição Limitada - Gold Детали - Только в Бразилии - Лейбл: MIB Music - Формат: CD                                                                            | —  | —  | —  | —  | —   | —  |                                                  |
| ? | The Monkees Детали - Только в Бразилии - Лейбл: Ouver Entertainment, Memo Music - Формат: CD                                                                 | —  | —  | —  | —  | —   | —  |                                                  |
| «—» ставится, если сборник не попал в чарт                                                                  | |    |    |    |    |     |    |                                                  |

## Бокс-сеты
| 1973                                        | Gift Pack Series Детали - Релиз: декабрь - Только в Японии - Лейбл: Bell Records - Формат: 2×LP                                                           | —  | —   | —   | —  |  |
| 1989                                        | Daydream Believer Детали - Только в Великобритании - Лейбл: Arista Records - Формат: 7''                                                                  | 62 | —   | —   | —  |  |
| 1991                                        | Listen To The Band Детали - Только в США - Лейбл: Rhino Records - Формат: 4×CD, 4×CS                                                                      | —  | —   | —   | —  |  |
| 1995                                        | 18 Great Singles - Volume 1 Детали - Лейбл: Rhino Records, Collectables - Формат: 18×7''                                                                  | —  | —   | —   | —  |  |
| 2001                                        | Music Box Детали - Лейбл: Rhino Records - Формат: 4×CD, ЦД                                                                                                | —  | —   | —   | —  |  |
| 2007                                        | The Monkees (Collector's Edition) Детали - Релиз: 18 сентября 2007 - Только в Канаде - Лейбл: Madacy Entertainment, Warner Custom Products - Формат: 3×CD | —  | —   | —   | —  |  |
| 2009                                        | Original Album Series Детали - Лейбл: Rhino Records - Формат: 5×CD                                                                                        | —  | —   | —   | —  |  |
| 2010                                        | The Birds, The Bees & The Monkees Детали - Релиз: 8 февраля - Лейбл: Rhino Handmade - Формат: 3×CD                                                        | —  | —   | —   | —  |  |
| 2010                                        | Head Детали - Релиз: 26 октября - Лейбл: Rhino Records - Формат: 3×CD                                                                                     | —  | —   | —   | 20 |  |
| 2011                                        | Instant Replay Детали - Релиз: 22 ноября - Лейбл: Rhino Records - Формат: 3×CD                                                                            | —  | —   | —   | —  |  |
| 2013                                        | The Monkees Present Детали - Релиз: 1 мая - Лейбл: Rhino Records - Формат: 3×CD                                                                           | —  | 140 | 174 | —  |  |
| 2014                                        | The Monkees in Mono Детали - Только в США - Лейбл: Friday Music - Формат: 5×LP                                                                            | —  | —   | —   | —  |  |
| 2014                                        | The Monkees (Super Deluxe Edition) Детали - Релиз: 11 ноября - Лейбл: Rhino Records - Формат: 3×LP, 3×CD                                                  | —  | —   | —   | —  |  |
| 2016                                        | Classic Album Collection Детали - Лейбл: Rhino Records - Формат: 10×CD                                                                                    | —  | —   | —   | —  |  |
| 2016                                        | Cereal Box Record Set Детали - Релиз: 19 января - Только в США - Лейбл: Rhino Records - Формат: 4×Flexi-disc                                              | —  | —   | —   | —  |  |
| 2016                                        | The Complete Series Детали - Релиз: 8 июля - Только в США - Лейбл: Rhino Records - Формат: 4×Blu-ray Disc, 3×Blu-ray Disc, Blu-ray Disc, 7''              | —  | —   | —   | —  |  |
| 2017                                        | More of the Monkees (Super Deluxe Edition) Детали - Релиз: 22 декабря - Лейбл: Rhino Records - Формат: 3×CD                                               | —  | —   | —   | —  |  |
| 2022                                        | Headquarters (Super Deluxe Edition) Детали - Релиз: 18 ноября - Лейбл: Rhino Records - Формат: 4×CD                                                       | —  | —   | —   | —  |  |
| «—» ставится, если бокс-сет не попал в чарт | |    |     |     |    |  |

## Синглы
| 1966 | A «Last Train to Clarksville»                                         | 5  | —  | —  | 2 | ^  | 23 | —  | 29 | — | — | 5  | 20 | — | 1  | — | —  | 14 | 6 | — | —  | — | — | 1   | — | 10 | —  | 7  | — | —  | 2 | 16 | 2  | Список - : Золотой                                           | The Monkees                              |
| 1966 | Б «Take a Giant Step»                                                 | —  | —  | —  | — | —  | —  | —  | —  | — | — | —  | —  | — | —  | — | —  | —  | — | — | —  | — | — | —   | — | —  | —  | —  | — | —  | — | —  | —  | Список - : Золотой                                           | The Monkees                              |
| 1966 | A «(Theme From) The Monkees»                                          | —  | —  | —  | — | —  | —  | —  | —  | — | — | —  | —  | — | —  | — | —  | —  | — | — | —  | — | — | ^   | — | —  | —  | —  | 4 | —  | — | —  | —  |                                                              | The Monkees                              |
| 1966 | Б «Last Train to Clarksville»                                         | —  | —  | —  | — | —  | —  | —  | —  | — | — | —  | —  | — | —  | — | —  | —  | — | — | —  | — | — | —   | — | —  | —  | —  | — | —  | — | —  | —  |                                                              | The Monkees                              |
| 1966 | A «(Theme From) The Monkees»                                          | —  | —  | —  | — | —  | —  | —  | —  | — | — | —  | —  | — | —  | — | 2  | —  | — | — | —  | — | — | —   | — | —  | —  | —  | — | —  | — | —  | —  |                                                              | The Monkees                              |
| 1966 | Б «Gonna Buy Me a Dog»                                                | —  | —  | —  | — | —  | —  | —  | —  | — | — | —  | —  | — | —  | — | 3  | —  | — | — | —  | — | — | —   | — | —  | —  | —  | — | —  | — | —  | —  |                                                              | The Monkees                              |
| 1966 | A «(Theme From) The Monkees»                                          | —  | —  | —  | — | —  | —  | —  | —  | — | — | —  | —  | — | —  | — | —  | —  | — | — | —  | — | — | —   | — | —  | —  | —  | — | —  | — | —  | —  |                                                              | The Monkees                              |
| 1966 | Б «I Wanna Be Free»                                                   | —  | —  | —  | — | —  | —  | —  | —  | — | — | —  | —  | — | —  | — | —  | —  | — | — | —  | — | — | —   | — | —  | —  | —  | — | —  | — | —  | —  |                                                              | The Monkees                              |
| 1966 | A «I'm a Believer»                                                    | 1  | 1  | 4  | 9 | 3  | 1  | 10 | 1  | 1 | — | 1  | 4  | 4 | 1  | 3 | 2  | 1  | 1 | 1 | —  | 6 | 2 | 1   | 1 | 1  | 1  | 4  | — | —  | 1 | 1  | 4  | Список - : Золотой - : Платиновый - : Золотой - : Серебряный | More of the Monkees                      |
| 1966 | Б «(I'm Not Your) Steppin' Stone»                                     | —  | —  | —  | — | —  | —  | —  | —  | — | — | —  | —  | — | 1  | — | —  | —  | — | — | —  | — | — | 20  | — | —  | —  | —  | — | —  | — | —  | —  | Список - : Золотой - : Платиновый - : Золотой - : Серебряный | More of the Monkees                      |
| 1966 | A «The Kind of Girl I Could Love»                                     | —  | —  | —  | — | —  | —  | —  | —  | — | — | —  | —  | — | —  | — | —  | —  | — | — | —  | — | — | —   | — | —  | —  | —  | — | —  | — | —  | —  |                                                              | More of the Monkees                      |
| 1966 | Б «The Day We Fall In Love»                                           | —  | —  | —  | — | —  | —  | —  | —  | — | — | —  | —  | — | —  | — | —  | —  | — | — | —  | — | — | —   | — | —  | —  | —  | — | —  | — | —  | —  |                                                              | More of the Monkees                      |
| 1967 | A «She»                                                               | 5  | —  | —  | — | —  | —  | —  | —  | — | — | —  | —  | — | —  | — | 2  | —  | — | — | —  | 1 | — | —   | — | —  | —  | —  | — | —  | — | —  | —  |                                                              | More of the Monkees                      |
| 1967 | Б «Look Out (Here Comes Tomorrow)»                                    | —  | —  | —  | — | —  | —  | —  | —  | — | — | —  | —  | — | —  | — | 1  | —  | — | — | —  | — | — | —   | — | —  | —  | —  | — | —  | — | —  | —  |                                                              | More of the Monkees                      |
| 1967 | A «When Love Comes Knockin' (At Your Door)»                           | —  | —  | —  | — | —  | —  | —  | —  | — | — | —  | —  | — | —  | — | —  | —  | — | — | —  | — | — | —   | — | —  | —  | —  | — | —  | — | —  | —  |                                                              | More of the Monkees                      |
| 1967 | Б «Hold On Girl»                                                      | —  | —  | —  | — | —  | —  | —  | —  | — | — | —  | —  | — | —  | — | —  | —  | — | — | —  | — | — | —   | — | —  | —  | —  | — | —  | — | —  | —  |                                                              | More of the Monkees                      |
| 1967 | A «Your Auntie Grizelda»                                              | —  | —  | —  | — | —  | —  | —  | —  | — | — | —  | —  | — | —  | — | —  | —  | — | — | —  | — | — | —   | — | —  | —  | —  | — | —  | — | —  | —  |                                                              | More of the Monkees                      |
| 1967 | Б «Look Out (Here Comes Tomorrow)»                                    | —  | —  | —  | — | —  | —  | —  | —  | — | — | —  | —  | — | —  | — | —  | —  | — | — | —  | — | — | —   | — | —  | —  | —  | — | —  | — | —  | —  |                                                              | More of the Monkees                      |
| 1967 | A «Hold On Girl»                                                      | —  | —  | —  | — | —  | —  | —  | —  | — | — | —  | —  | — | —  | — | —  | —  | — | — | —  | — | — | —   | — | —  | —  | —  | — | —  | — | —  | —  |                                                              | More of the Monkees                      |
| 1967 | Б «She»                                                               | —  | —  | —  | — | —  | —  | —  | —  | — | — | —  | —  | — | —  | — | —  | —  | — | — | —  | — | — | —   | — | —  | —  | —  | — | —  | — | —  | —  |                                                              | More of the Monkees                      |
| 1967 | A «The Day We Fall in Love»                                           | —  | —  | —  | — | —  | —  | —  | —  | — | — | —  | —  | — | —  | — | —  | —  | — | — | —  | — | — | —   | — | —  | —  | —  | — | —  | — | —  | —  |                                                              | More of the Monkees                      |
| 1967 | Б «Sometime in The Morning»                                           | —  | —  | —  | — | —  | —  | —  | —  | — | — | —  | —  | — | —  | — | —  | —  | — | — | —  | — | — | —   | — | —  | —  | —  | — | —  | — | —  | —  |                                                              | More of the Monkees                      |
| 1967 | «Mary, Mary»                                                          | 4  | —  | —  | — | —  | —  | —  | —  | — | — | —  | —  | — | —  | — | —  | —  | — | — | —  | — | — | —   | — | —  | —  | —  | — | —  | — | —  | —  |                                                              | More of the Monkees                      |
| 1967 | A «(Theme From) The Monkees»                                          | —  | —  | —  | — | —  | —  | —  | —  | — | — | —  | —  | — | —  | — | —  | —  | — | — | —  | — | — | —   | — | —  | —  | —  | — | —  | — | —  | —  |                                                              | ~                                        |
| 1967 | Б «Let's Dance On»                                                    | —  | —  | —  | — | —  | —  | —  | —  | — | — | —  | —  | — | —  | — | —  | —  | — | — | —  | — | — | —   | — | —  | —  | —  | — | —  | — | —  | —  |                                                              | ~                                        |
| 1967 | A «I'm a Believer»                                                    | —  | —  | —  | — | —  | —  | —  | —  | — | — | —  | —  | — | —  | — | —  | —  | — | — | —  | — | — | —   | — | —  | —  | —  | — | —  | — | —  | —  |                                                              | ~                                        |
| 1967 | A «Last Train to Clarksville»                                         | —  | —  | —  | — | —  | —  | —  | —  | — | — | —  | —  | — | —  | — | —  | —  | — | — | —  | — | — | —   | — | —  | —  | —  | — | —  | — | —  | —  |                                                              | ~                                        |
| 1967 | A «I Wanna Be Free»                                                   | 3  | —  | —  | — | —  | —  | —  | —  | — | — | —  | —  | — | —  | — | —  | —  | — | — | —  | — | — | —   | — | —  | —  | —  | — | —  | — | —  | —  |                                                              | ~                                        |
| 1967 | Б «You Just May Be the One»                                           | —  | —  | —  | — | —  | —  | —  | —  | — | — | —  | —  | — | —  | — | —  | —  | — | — | —  | — | — | —   | — | —  | —  | —  | — | —  | — | —  | —  |                                                              | ~                                        |
| 1967 | A «(Theme From) The Monkees»                                          | 1  | —  | —  | — | —  | —  | —  | —  | 3 | — | —  | —  | — | —  | — | 2  | —  | — | 1 | —  | — | — | 5   | — | —  | —  | —  | — | —  | 3 | —  | 1  |                                                              | ~                                        |
| 1967 | Б «Mary, Mary»                                                        | —  | 13 | —  | — | —  | —  | —  | —  | — | — | —  | —  | — | —  | — | 9  | —  | — | — | —  | — | — | —   | — | —  | —  | —  | — | —  | — | —  | —  |                                                              | ~                                        |
| 1967 | A «Star Collector = スターコレクター»                                 | —  | —  | —  | — | —  | —  | —  | —  | — | — | —  | —  | — | —  | — | —  | —  | — | — | —  | — | — | —   | — | —  | —  | —  | — | —  | — | —  | 37 |                                                              | ~                                        |
| 1967 | Б «No Time = ノー・タイム»                                            | —  | —  | —  | — | —  | —  | —  | —  | — | — | —  | —  | — | —  | — | —  | —  | — | — | —  | — | — | —   | — | —  | —  | —  | — | —  | — | —  | —  |                                                              | ~                                        |
| 1967 | A «Alternate Title»                                                   | 6  | 14 | —  | — | 25 | 2  | —  | 11 | 6 | — | 4  | —  | — | —  | — | —  | 18 | 8 | 2 | 5  | — | — | —   | — | 34 | 11 | 36 | — | 7  | 5 | —  | —  |                                                              | Headquarters                             |
| 1967 | Б «Forget That Girl»                                                  | —  | —  | —  | — | —  | —  | —  | —  | — | — | —  | —  | — | —  | — | —  | —  | — | — | —  | — | — | —   | 8 | —  | —  | —  | — | —  | — | —  | —  |                                                              | Headquarters                             |
| 1967 | A «A Little Bit Me, A Little Bit You»                                 | —  | —  | —  | — | —  | —  | —  | —  | — | — | —  | —  | — | 1  | — | 8  | —  | 1 | — | —  | 1 | — | 2   | — | —  | —  | —  | — | —  | — | —  | —  |                                                              | I'm a Believer                           |
| 1967 | Б «The Girl I Knew Somewhere»                                         | —  | —  | —  | — | 20 | —  | —  | —  | — | — | —  | —  | — | —  | — | —  | —  | — | — | —  | — | — | 39  | — | —  | —  | —  | — | —  | — | —  | —  |                                                              | I'm a Believer                           |
| 1967 | A «A Little Bit Me, A Little Bit You»                                 | 8  | 4  | 1  | — | 20 | 3  | —  | 7  | 9 | — | 6  | 4  | — | 8  | — | —  | 6  | 1 | 3 | —  | — | 3 | —   | 1 | 8  | 10 | 42 | — | 2  | 1 | 8  | —  |                                                              | I'm a Believer                           |
| 1967 | Б «She Hangs Out»                                                     | —  | —  | —  | — | —  | —  | —  | —  | — | — | —  | —  | — | 8  | — | —  | —  | — | — | —  | — | — | —   | — | —  | —  | —  | — | —  | — | —  | —  |                                                              | I'm a Believer                           |
| 1967 | A «Pleasant Valley Sunday»                                            | 9  | —  | —  | — | —  | 11 | —  | 18 | 8 | — | 11 | —  | — | 1  | 4 | —  | —  | 2 | 2 | 10 | 6 | — | 3   | — | —  | —  | —  | — | —  | — | 14 | —  | Список - : Золотой                                           | Pisces, Aquarius, Capricorn & Jones Ltd. |
| 1967 | Б «Words»                                                             | —  | —  | 15 | — | —  | —  | 7  | —  | — | — | —  | —  | — | 57 | — | 6  | —  | — | — | —  | — | — | 11  | — | —  | —  | —  | — | —  | — | —  | 14 | Список - : Золотой                                           | Pisces, Aquarius, Capricorn & Jones Ltd. |
| 1967 | A «I Can't Get Her Off My Mind»                                       | —  | —  | —  | — | —  | —  | —  | —  | — | — | —  | —  | — | —  | — | —  | —  | — | — | —  | — | — | —   | — | —  | —  | —  | — | —  | — | —  | —  |                                                              | ~                                        |
| 1967 | Б «For Pete's Sake»                                                   | —  | —  | —  | — | —  | —  | —  | —  | — | — | —  | —  | — | —  | — | —  | —  | — | — | —  | — | — | —   | — | —  | —  | —  | — | —  | — | —  | —  |                                                              | ~                                        |
| 1967 | A «(Theme From) The Monkees»                                          | —  | —  | —  | — | —  | —  | —  | —  | — | — | —  | —  | — | —  | — | —  | —  | — | — | —  | — | — | —   | — | —  | —  | —  | — | —  | — | —  | —  |                                                              | The Monkees                              |
| 1967 | Б «Saturday's Child»                                                  | —  | —  | —  | — | —  | —  | —  | —  | — | — | —  | —  | — | —  | — | —  | —  | — | — | —  | — | — | —   | — | —  | —  | —  | — | —  | — | —  | —  |                                                              | The Monkees                              |
| 1967 | A «Ella»                                                              | —  | —  | —  | — | —  | —  | —  | —  | — | — | —  | —  | — | —  | — | —  | —  | — | — | —  | — | — | —   | — | —  | —  | —  | — | —  | — | —  | —  |                                                              | ~                                        |
| 1967 | Б «Tema De Los Monkees»                                               | —  | —  | —  | — | —  | —  | —  | —  | — | — | —  | —  | — | —  | — | —  | —  | — | — | —  | — | — | —   | — | —  | —  | —  | — | —  | — | —  | —  |                                                              | ~                                        |
| 1967 | A «Daydream Believer»                                                 | 3  | 7  | —  | — | 19 | 5  | —  | 4  | 4 | 4 | 1  | —  | — | 1  | 2 | —  | 3  | 1 | 2 | 9  | 4 | — | 1   | 4 | 15 | 8  | 38 | — | 10 | 9 | 1  | 4  | Список - : Золотой - : Золотой - : Платиновый                | The Birds, the Bees & the Monkees        |
| 1967 | Б «Goin' Down»                                                        | —  | —  | —  | — | —  | —  | —  | —  | — | — | —  | —  | — | 36 | — | —  | —  | — | — | —  | — | — | 104 | — | —  | —  | —  | — | —  | — | —  | —  | Список - : Золотой - : Золотой - : Платиновый                | The Birds, the Bees & the Monkees        |
| 1968 | A «We Were Made For Each Other»                                       | —  | —  | —  | — | —  | —  | —  | —  | — | — | —  | —  | — | —  | — | —  | —  | — | — | —  | — | — | —   | — | —  | —  | —  | — | —  | — | —  | —  |                                                              | The Birds, the Bees & the Monkees        |
| 1968 | Б «Dream World»                                                       | —  | —  | —  | — | —  | —  | —  | —  | — | — | —  | —  | — | —  | — | —  | —  | — | — | —  | — | — | —   | — | —  | —  | —  | — | —  | — | —  | —  |                                                              | The Birds, the Bees & the Monkees        |
| 1968 | A «Valleri»                                                           | 4  | 20 | —  | — | 27 | 12 | 4  | 11 | — | 6 | 8  | —  | — | 1  | 1 | —  | 12 | 4 | 9 | —  | 3 | 5 | 1   | 3 | —  | 11 | 62 | — | —  | — | 15 | 4  | Список - : Золотой                                           | The Birds, the Bees & the Monkees        |
| 1968 | A «Tapioca Tundra»                                                    | 4  | —  | —  | — | —  | —  | —  | —  | — | — | —  | —  | — | 1  | — | —  | —  | — | — | —  | — | — | 34  | — | —  | —  | —  | — | —  | — | —  | —  | Список - : Золотой                                           | The Birds, the Bees & the Monkees        |
| 1968 | A «Valleri»                                                           | —  | —  | —  | — | —  | —  | —  | —  | — | — | —  | —  | — | —  | — | —  | —  | — | — | —  | — | — | —   | — | —  | —  | —  | — | —  | — | —  | —  |                                                              | ~                                        |
| 1968 | Б «Tema Dei Monkees»                                                  | —  | —  | —  | — | —  | —  | —  | —  | — | — | —  | —  | — | —  | — | —  | —  | — | — | —  | — | — | —   | — | —  | —  | —  | — | —  | — | —  | —  |                                                              | ~                                        |
| 1968 | A «D.W. Washburn»                                                     | 11 | —  | —  | — | —  | 17 | —  | —  | — | — | 19 | —  | — | 2  | — | —  | —  | 5 | — | —  | — | — | 19  | — | —  | —  | —  | — | —  | — | —  | 15 |                                                              | Сингл вне альбома                        |
| 1968 | A «It's Nice To Be With You»                                          | 11 | —  | —  | — | —  | —  | —  | —  | — | — | —  | —  | — | 15 | — | —  | —  | — | — | —  | — | — | 51  | 1 | —  | —  | —  | — | —  | — | —  | —  |                                                              | Сингл вне альбома                        |
| 1968 | A «Sometime In The Morning»                                           | —  | —  | —  | — | —  | —  | —  | —  | — | — | —  | —  | — | —  | — | —  | —  | — | — | —  | — | — | —   | — | —  | —  | —  | — | —  | — | —  | —  |                                                              | More of the Monkees                      |
| 1968 | Б «Laugh»                                                             | —  | —  | —  | — | —  | —  | —  | —  | — | — | —  | —  | — | —  | — | —  | —  | — | — | —  | — | — | —   | — | —  | —  | —  | — | —  | — | —  | —  |                                                              | More of the Monkees                      |
| 1968 | A «Forget That Girl»                                                  | —  | —  | —  | — | —  | —  | —  | —  | — | — | —  | —  | — | —  | — | —  | —  | — | — | —  | — | — | —   | — | —  | —  | —  | — | —  | — | —  | —  |                                                              | Headquarters                             |
| 1968 | Б «No Time»                                                           | —  | —  | —  | — | —  | —  | —  | —  | — | — | —  | —  | — | —  | — | —  | —  | — | — | —  | — | — | —   | — | —  | —  | —  | — | —  | — | —  | —  |                                                              | Headquarters                             |
| 1968 | A «Sin Tiempo»                                                        | —  | —  | —  | — | —  | —  | —  | —  | — | — | —  | —  | — | —  | — | —  | —  | — | — | —  | — | — | —   | — | —  | —  | —  | — | —  | — | —  | —  |                                                              | Headquarters                             |
| 1968 | Б «Titulo Alternado»                                                  | —  | —  | —  | — | —  | —  | —  | —  | — | — | —  | —  | — | —  | — | —  | —  | — | — | —  | — | — | —   | — | —  | —  | —  | — | —  | — | —  | —  |                                                              | Headquarters                             |
| 1968 | A «Hard to Believe»                                                   | —  | —  | —  | — | —  | —  | —  | —  | — | — | —  | —  | — | —  | — | —  | —  | — | — | —  | — | — | —   | 1 | —  | —  | —  | — | —  | — | —  | —  |                                                              | Pisces, Aquarius, Capricorn & Jones Ltd. |
| 1968 | Б «Love Is Only Sleeping»                                             | —  | —  | —  | — | —  | —  | —  | —  | — | — | —  | —  | — | —  | — | —  | —  | — | — | —  | — | — | —   | — | —  | —  | —  | — | —  | — | —  | —  |                                                              | Pisces, Aquarius, Capricorn & Jones Ltd. |
| 1968 | A «Porpoise Song»                                                     | —  | —  | —  | — | —  | —  | —  | —  | — | — | —  | —  | — | 26 | — | —  | —  | — | — | —  | — | — | —   | — | —  | —  | —  | — | —  | — | —  | —  |                                                              | Head                                     |
| 1968 | Б «Circle Sky»                                                        | —  | —  | —  | — | —  | —  | —  | —  | — | — | —  | —  | — | —  | — | —  | —  | — | — | —  | — | — | —   | — | —  | —  | —  | — | —  | — | —  | —  |                                                              | Head                                     |
| 1968 | A «Porpoise Song»                                                     | 57 | —  | —  | — | —  | —  | —  | —  | — | — | —  | —  | — | —  | — | —  | —  | — | — | —  | — | — | 62  | — | —  | —  | —  | — | —  | — | —  | —  |                                                              | Head                                     |
| 1968 | Б «As We Go Along»                                                    | —  | —  | —  | — | —  | —  | —  | —  | — | — | —  | —  | — | —  | — | —  | —  | — | — | —  | — | — | 106 | — | —  | —  | —  | — | —  | — | —  | —  |                                                              | Head                                     |
| 1968 | A «Daddy's Song»                                                      | —  | —  | —  | — | —  | —  | —  | —  | — | — | —  | —  | — | —  | — | —  | —  | — | — | —  | — | — | —   | — | —  | —  | —  | — | —  | — | —  | —  |                                                              | Head                                     |
| 1968 | Б «Porpoise Song»                                                     | —  | —  | —  | — | —  | —  | —  | —  | — | — | —  | —  | — | —  | — | —  | —  | — | — | —  | — | — | —   | — | —  | —  | —  | — | —  | — | —  | —  |                                                              | Head                                     |
| 1969 | A «I Won't Be The Same Without Her»                                   | —  | —  | —  | — | —  | —  | —  | —  | — | — | —  | —  | — | —  | — | —  | —  | — | — | —  | — | — | —   | — | —  | —  | —  | — | —  | — | —  | —  |                                                              | Instant Replay                           |
| 1969 | Б «The Girl I Left Behind Me»                                         | —  | —  | —  | — | —  | —  | —  | —  | — | — | —  | —  | — | —  | — | —  | —  | — | — | —  | — | — | —   | — | —  | —  | —  | — | —  | — | —  | —  |                                                              | Instant Replay                           |
| 1969 | A «I'll Be True to You»                                               | —  | —  | —  | — | —  | —  | —  | —  | — | — | —  | —  | — | —  | — | —  | —  | — | — | —  | — | — | —   | — | —  | —  | —  | — | —  | — | —  | —  |                                                              | The Monkees                              |
| 1969 | Б «Sweet Young Thing»                                                 | —  | —  | —  | — | —  | —  | —  | —  | — | — | —  | —  | — | —  | — | —  | —  | — | — | —  | — | — | —   | — | —  | —  | —  | — | —  | — | —  | —  |                                                              | The Monkees                              |
| 1969 | A «Someday Man»                                                       | 8  | —  | —  | — | ^  | 47 | —  | —  | — | — | —  | —  | — | 53 | — | —  | —  | — | — | —  | — | — | 81  | — | —  | —  | —  | — | —  | — | —  | —  |                                                              | The Monkees Present                      |
| 1969 | А «Listen To The Band»                                                | 8  | —  | —  | — | —  | —  | —  | —  | — | — | —  | —  | — | 74 | — | —  | —  | — | — | —  | — | — | 63  | — | —  | —  | —  | — | —  | — | 17 | —  |                                                              | The Monkees Present                      |
| 1969 | A «Good Clean Fun»                                                    | 13 | —  | —  | — | —  | —  | —  | —  | — | — | —  | —  | — | 80 | — | —  | —  | — | — | —  | — | — | 82  | — | —  | —  | —  | — | —  | — | —  | —  |                                                              | The Monkees Present                      |
| 1969 | Б «Mommy And Daddy»                                                   | 13 | —  | —  | — | —  | —  | —  | —  | — | — | —  | —  | — | —  | — | —  | —  | — | — | —  | — | — | 109 | — | —  | —  | —  | — | —  | — | —  | —  |                                                              | The Monkees Present                      |
| 1969 | A «Tear Drop City»                                                    | 28 | —  | —  | — | —  | 44 | —  | —  | — | — | —  | —  | — | 27 | — | —  | —  | — | — | —  | — | — | 56  | — | —  | —  | —  | — | —  | — | 14 | —  |                                                              | Instant Replay                           |
| 1969 | Б «A Man Without A Dream»                                             | —  | —  | —  | — | —  | —  | —  | —  | — | — | —  | —  | — | —  | — | —  | —  | — | — | —  | — | — | 127 | — | —  | —  | —  | — | —  | — | —  | —  |                                                              | Instant Replay                           |
| 1969 | A «Cuddly Toy»                                                        | —  | —  | —  | — | —  | —  | —  | —  | — | — | —  | —  | — | —  | — | —  | —  | — | — | —  | — | — | —   | — | —  | —  | —  | — | —  | — | —  | —  |                                                              | ~                                        |
| 1969 | Б «Me Without You»                                                    | —  | —  | —  | — | —  | —  | —  | —  | — | — | —  | —  | — | —  | — | —  | —  | — | — | —  | — | — | —   | 9 | —  | —  | —  | — | —  | — | —  | —  |                                                              | ~                                        |
| 1970 | «Oh My My»                                                            | 34 | —  | —  | — | —  | —  | —  | —  | — | — | —  | —  | — | —  | — | —  | —  | — | — | —  | — | — | 98  | — | —  | —  | —  | — | —  | — | —  | —  |                                                              | Changes                                  |
| 1971 | «Do It in the Name of Love»                                           | —  | —  | —  | — | —  | —  | —  | —  | — | — | —  | —  | — | —  | — | —  | —  | — | — | —  | — | — | ^   | — | —  | —  | —  | — | —  | — | —  | 93 |                                                              | Сингл вне альбома                        |
| 1973 | A «Daydream Believer»                                                 | —  | —  | —  | — | —  | —  | —  | —  | — | — | —  | —  | — | —  | — | —  | —  | — | — | —  | — | — | —   | — | —  | —  | —  | — | —  | — | —  | —  |                                                              | ~                                        |
| 1973 | Б «(I'm Not Your) Steppin Stone»                                      | —  | —  | —  | — | —  | —  | —  | —  | — | — | —  | —  | — | —  | — | —  | —  | — | — | —  | — | — | —   | — | —  | —  | —  | — | —  | — | —  | —  |                                                              | ~                                        |
| 1974 | A «Monkee's Theme»                                                    | —  | —  | —  | — | —  | —  | —  | —  | — | — | —  | —  | — | —  | — | —  | —  | — | — | —  | — | — | —   | — | —  | —  | —  | — | —  | — | —  | —  |                                                              | The Monkees                              |
| 1974 | Б «I'm a Believer»                                                    | —  | —  | —  | — | —  | —  | —  | —  | — | — | —  | —  | — | —  | — | —  | —  | — | — | —  | — | — | —   | — | —  | —  | —  | — | —  | — | —  | —  |                                                              | The Monkees                              |
| 1976 | «Daydream Believer»                                                   | —  | —  | —  | — | —  | —  | —  | —  | — | — | —  | —  | — | —  | — | —  | —  | — | — | —  | — | — | 101 | — | —  | —  | —  | — | —  | — | —  | —  |                                                              | The Birds, The Bees & The Monkees        |
| 1978 | A «Mundo Soñado = Dream World»                                        | —  | —  | —  | — | —  | —  | —  | —  | — | — | —  | —  | — | —  | — | —  | —  | — | — | —  | — | — | —   | — | —  | —  | —  | — | —  | — | —  | —  |                                                              | The Birds, The Bees & The Monkees        |
| 1978 | Б «El Afiche = The Poster»                                            | —  | —  | —  | — | —  | —  | —  | —  | — | — | —  | —  | — | —  | — | —  | —  | — | — | —  | — | — | —   | — | —  | —  | —  | — | —  | — | —  | —  |                                                              | The Birds, The Bees & The Monkees        |
| 1979 | A «I'm a Believer»                                                    | —  | —  | —  | — | —  | —  | —  | —  | — | — | —  | —  | — | —  | — | —  | —  | — | — | —  | — | — | —   | — | —  | —  | —  | — | —  | — | —  | —  |                                                              | ~                                        |
| 1979 | Б «Daydream Believer»                                                 | —  | —  | —  | — | —  | —  | —  | —  | — | — | —  | —  | — | —  | — | —  | —  | — | — | —  | — | — | —   | — | —  | —  | —  | — | —  | — | —  | —  |                                                              | ~                                        |
| 1980 | A «I'm a Believer»                                                    | —  | —  | —  | — | —  | —  | —  | —  | — | — | —  | —  | — | —  | — | —  | —  | — | — | —  | — | — | —   | — | —  | —  | —  | — | —  | — | —  | —  |                                                              | ~                                        |
| 1980 | Б «A Little Bit Me, A Little Bit You»                                 | —  | —  | —  | — | —  | —  | —  | —  | — | — | —  | —  | — | —  | — | —  | —  | — | — | —  | — | — | —   | — | —  | —  | —  | — | —  | — | —  | —  |                                                              | ~                                        |
| 1980 | A «Last Train To Clarksville»                                         | —  | —  | —  | — | —  | —  | —  | —  | — | — | —  | —  | — | —  | — | —  | —  | — | — | —  | — | — | —   | — | —  | —  | —  | — | —  | — | —  | —  |                                                              | ~                                        |
| 1980 | Б «A Little Bit Me, A Little Bit You»                                 | —  | —  | —  | — | —  | —  | —  | —  | — | — | —  | —  | — | —  | — | —  | —  | — | — | —  | — | — | —   | — | —  | —  | —  | — | —  | — | —  | —  |                                                              | ~                                        |
| 1980 | A «Daydream Believer»                                                 | —  | —  | —  | — | —  | —  | —  | —  | — | — | —  | —  | — | —  | — | —  | —  | — | — | —  | — | — | —   | — | —  | —  | —  | — | —  | — | —  | 29 |                                                              | ~                                        |
| 1980 | Б «A Little Bit Me, A Little Bit You»                                 | —  | —  | —  | — | —  | —  | —  | —  | — | — | —  | —  | — | —  | — | —  | —  | — | — | —  | — | — | —   | — | —  | —  | —  | — | —  | — | —  | —  |                                                              | ~                                        |
| 1982 | A «Valleri»                                                           | —  | —  | —  | — | —  | —  | —  | —  | — | — | —  | —  | — | —  | — | —  | —  | — | — | —  | — | — | —   | — | —  | —  | —  | — | —  | — | —  | —  |                                                              | ~                                        |
| 1982 | Б «A Little Bit Me, A Little Bit You»                                 | —  | —  | —  | — | —  | —  | —  | —  | — | — | —  | —  | — | —  | — | —  | —  | — | — | —  | — | — | —   | — | —  | —  | —  | — | —  | — | —  | —  |                                                              | ~                                        |
| 1983 | «Steam Engine»                                                        | —  | —  | —  | — | —  | —  | —  | —  | — | — | —  | —  | — | —  | — | —  | —  | — | — | —  | — | — | —   | — | —  | —  | —  | — | —  | — | —  | —  |                                                              | Сингл вне альбома                        |
| 1984 | A «I'm a Believer»                                                    | —  | —  | —  | — | —  | —  | —  | —  | — | — | —  | —  | — | —  | — | —  | —  | — | — | —  | — | — | —   | — | —  | —  | —  | — | —  | — | —  | —  |                                                              | ~                                        |
| 1984 | Б «Pleasant Valley Sunday»                                            | —  | —  | —  | — | —  | —  | —  | —  | — | — | —  | —  | — | —  | — | —  | —  | — | — | —  | — | — | —   | — | —  | —  | —  | — | —  | — | —  | —  |                                                              | ~                                        |
| 1986 | A «Last Train To Clarksville»                                         | —  | —  | —  | — | —  | —  | —  | —  | — | — | —  | —  | — | —  | — | —  | —  | — | — | —  | — | — | —   | — | —  | —  | —  | — | —  | — | —  | —  |                                                              | The Monkees                              |
| 1986 | Б «Monkee's Theme»                                                    | —  | —  | —  | — | —  | —  | —  | —  | — | — | —  | —  | — | —  | — | —  | —  | — | — | —  | — | — | —   | — | —  | —  | —  | — | —  | — | —  | —  |                                                              | The Monkees                              |
| 1986 | A «That Was Then, This Is Now»                                        | 69 | —  | —  | — | —  | 68 | —  | —  | — | — | —  | —  | — | 41 | — | —  | —  | — | — | —  | — | — | 20  | — | —  | —  | —  | — | —  | — | —  | —  |                                                              | Then & Now... The Best of The Monkees    |
| 1986 | Б «(Theme From) The Monkees»                                          | —  | —  | —  | — | —  | —  | —  | —  | — | — | —  | —  | — | —  | — | —  | —  | — | — | —  | — | — | —   | — | —  | —  | —  | — | —  | — | —  | —  |                                                              | Then & Now... The Best of The Monkees    |
| 1987 | «Heart And Soul»                                                      | —  | —  | —  | — | —  | —  | —  | —  | — | — | —  | —  | — | —  | — | —  | —  | — | — | —  | — | — | 87  | — | —  | —  | —  | — | —  | — | —  | —  |                                                              | Pool It!                                 |
| 1987 | «Every Step of the Way»                                               | —  | —  | —  | — | —  | —  | —  | —  | — | — | —  | —  | — | —  | — | —  | —  | — | — | —  | — | — | —   | — | —  | —  | —  | — | —  | — | —  | —  |                                                              | Pool It!                                 |
| 1988 | «Last Train To Clarksville» / «Valleri» / «The Girl I Knew Somewhere» | —  | —  | —  | — | —  | —  | —  | —  | — | — | —  | —  | — | —  | — | —  | —  | — | — | —  | — | — | —   | — | —  | —  | —  | — | —  | — | —  | —  |                                                              | ~                                        |
| 1988 | «I'm A Believer» / «Sometime In The Morning» / «Words»                | —  | —  | —  | — | —  | —  | —  | —  | — | — | —  | —  | — | —  | — | —  | —  | — | — | —  | — | — | —   | — | —  | —  | —  | — | —  | — | —  | —  |                                                              | ~                                        |
| 1988 | «Daydream Believer» / «For Pete's Sake» / «You May Just Be The One»   | —  | —  | —  | — | —  | —  | —  | —  | — | — | —  | —  | — | —  | — | —  | —  | — | — | —  | — | — | —   | — | —  | —  | —  | — | —  | — | —  | —  |                                                              | ~                                        |
| 1989 | «Last Train To Clarksville» / «I'm A Believer»                        | —  | —  | —  | — | —  | —  | —  | —  | — | — | —  | —  | — | —  | — | —  | —  | — | — | —  | — | — | —   | — | —  | —  | —  | — | —  | — | —  | —  |                                                              | ~                                        |
| 1994 | A «Daydream Believer»                                                 | —  | —  | —  | — | —  | —  | —  | —  | — | — | —  | —  | — | —  | — | —  | —  | — | — | —  | — | — | —   | — | —  | —  | —  | — | —  | — | —  | —  |                                                              | ~                                        |
| 1994 | Б «Listen to the Band»                                                | —  | —  | —  | — | —  | —  | —  | —  | — | — | —  | —  | — | —  | — | —  | —  | — | — | —  | — | — | —   | — | —  | —  | —  | — | —  | — | —  | —  |                                                              | ~                                        |
| 1994 | A «Valleri»                                                           | —  | —  | —  | — | —  | —  | —  | —  | — | — | —  | —  | — | —  | — | —  | —  | — | — | —  | — | — | —   | — | —  | —  | —  | — | —  | — | —  | —  |                                                              | ~                                        |
| 1994 | Б «(I'm Not Your) Steppin' Stone»                                     | —  | —  | —  | — | —  | —  | —  | —  | — | — | —  | —  | — | —  | — | —  | —  | — | — | —  | — | — | —   | — | —  | —  | —  | — | —  | — | —  | —  |                                                              | ~                                        |
| 1994 | A «Last Train To Clarksville»                                         | —  | —  | —  | — | —  | —  | —  | —  | — | — | —  | —  | — | —  | — | —  | —  | — | — | —  | — | — | —   | — | —  | —  | —  | — | —  | — | —  | —  |                                                              | ~                                        |
| 1994 | Б «It's Nice To Be With You»                                          | —  | —  | —  | — | —  | —  | —  | —  | — | — | —  | —  | — | —  | — | —  | —  | — | — | —  | — | — | —   | — | —  | —  | —  | — | —  | — | —  | —  |                                                              | ~                                        |
| 1994 | A «A Little Bit Of Me, A Little Bit Of You»                           | —  | —  | —  | — | —  | —  | —  | —  | — | — | —  | —  | — | —  | — | —  | —  | — | — | —  | — | — | —   | — | —  | —  | —  | — | —  | — | —  | —  |                                                              | ~                                        |
| 1994 | Б «D.W. Washburn»                                                     | —  | —  | —  | — | —  | —  | —  | —  | — | — | —  | —  | — | —  | — | —  | —  | — | — | —  | — | — | —   | — | —  | —  | —  | — | —  | — | —  | —  |                                                              | ~                                        |
| 1994 | A «Pleasant Valley Sunday»                                            | —  | —  | —  | — | —  | —  | —  | —  | — | — | —  | —  | — | —  | — | —  | —  | — | — | —  | — | — | —   | — | —  | —  | —  | — | —  | — | —  | —  |                                                              | ~                                        |
| 1994 | Б «Tapioca Tundra»                                                    | —  | —  | —  | — | —  | —  | —  | —  | — | — | —  | —  | — | —  | — | —  | —  | — | — | —  | — | — | —   | — | —  | —  | —  | — | —  | — | —  | —  |                                                              | ~                                        |
| 1996 | «Hey Hey We're The Monkees»                                           | —  | —  | —  | — | —  | —  | —  | —  | — | — | —  | —  | — | —  | — | —  | —  | — | — | —  | — | — | —   | — | —  | —  | —  | — | —  | — | —  | —  |                                                              | синглы вне альбома                       |
| 2011 | «Circle Sky (Live)»                                                   | —  | —  | —  | — | —  | —  | —  | —  | — | — | —  | —  | — | —  | — | —  | —  | — | — | —  | — | — | —   | — | —  | —  | —  | — | —  | — | —  | —  |                                                              | синглы вне альбома                       |
| 2011 | «I Go Ape»                                                            | —  | —  | —  | — | —  | —  | —  | —  | — | — | —  | —  | — | —  | — | —  | —  | — | — | —  | — | — | —   | — | —  | —  | —  | — | —  | — | —  | —  |                                                              | синглы вне альбома                       |
| 2013 | «Good Clean Fun (Alternate Mix)»                                      | —  | —  | —  | — | —  | —  | —  | —  | — | — | —  | —  | — | —  | — | —  | —  | — | — | —  | — | — | —   | — | —  | —  | —  | — | —  | — | —  | —  |                                                              | синглы вне альбома                       |
| 2016 | «She Makes Me Laugh»                                                  | —  | —  | —  | — | ^  | —  | —  | —  | — | — | —  | —  | — | —  | — | 46 | —  | — | — | —  | — | — | —   | — | —  | 80 | —  | — | —  | — | —  | —  |                                                              | Good Times!                              |
| 2016 | «You Bring The Summer»                                                | —  | —  | —  | — | ^  | —  | —  | —  | — | — | —  | —  | — | —  | — | —  | —  | — | — | —  | — | — | —   | — | —  | 62 | —  | — | —  | — | —  | —  |                                                              | Good Times!                              |
| 2016 | «Me & Magdalena»                                                      | —  | —  | —  | — | —  | —  | —  | —  | — | — | —  | —  | — | —  | — | —  | —  | — | — | —  | — | — | —   | — | —  | —  | —  | — | —  | — | —  | —  |                                                              | Good Times!                              |
| 2018 | «What Would Santa Do»                                                 | —  | —  | —  | — | —  | —  | —  | —  | — | — | —  | —  | — | —  | — | —  | —  | — | — | —  | — | — | —   | — | —  | —  | —  | — | —  | — | —  | —  |                                                              | сингл вне альбома                        |
| 2018 | «Unwrap You At Christmas (Single Mix)»                                | —  | —  | —  | — | —  | —  | —  | —  | — | — | —  | —  | — | —  | — | —  | —  | — | — | —  | — | — | —   | — | —  | —  | —  | — | —  | — | —  | —  |                                                              | Christmas Party                          |
| «—» ставится, если сингл не попал в чарт, «^» ставится, если успех сингла был отмечен, но недостаточен для попадания в чарт, «~» ставится, если сингл представляет собой переиздание песен, вышедших на разных альбомах |                                                                       |    |    |    |   |    |    |    |    |   |   |    |    |   |    |   |    |    |   |   |    |   |   |     |   |    |    |    |   |    |   |    |    |                                                              |                                          |

## Видеоальбомы
| Год  | Название                                                                                                   |
| ---- | --- |
| 1988 | Heart & Soul Детали - Лейбл: Rhino Home Video - Формат: LD, VHS                                            |
| 1994 | Head Детали - Лейбл: Rhino Home Video - Формат: VHS                                                        |
| 2002 | Live Summer Tour Детали - Лейбл: WIN Media - Формат: DVD                                                   |
| 2003 | Hey, Hey We're The Monkees Детали - Дата: 10 июня - Лейбл: Umbrella Music DVD, Rhino Records - Формат: DVD |
| ?    | Volume 2 - "I Was A Teenage Monster" Детали - Лейбл: Classic Television - Формат: VHS                      |

## Саундтреки
Список не включает песни, использованные в создании телесериала «The Monkees» и фильма «Head».
| Год  | Фильм/Сериал/Мультфильм                       | Альбом                                                                 | Песни               |
| ---- | --------------------------------------------- | ---------------------------------------------------------------------- | ------------------- |
| 1991 | «Keep On Running»                             | Keep On Running (Original-Soundtrack Zum Film)                         | «I'm a Believer»    |
| 1995 | «Gegen Den Wind»                              | Gegen Den Wind (Der Soundtrack Zur Gleichnamigen ARD Vor Acht-Serie)   | «Daydream Believer» |
| 1999 | «Остин Пауэрс: Шпион, который меня соблазнил» | Austin Powers - The Spy Who Shagged Me (Music From The Motion Picture) | «I'm a Believer»    |
| 2001 | «Ванильное небо»                              | Music From Vanilla Sky                                                 | «Porpoise Song»     |
| 2009 | «Губка Боб Квадратные Штаны и Большая Волна»  |                                                                        | «Daydream Believer» |

## Совместные издания
| Год  | Название |
| ---- | --- |
| 1966 | Meet The Monkees Детали - Лейбл: Oscar Records - Формат: 7'', EP - Примечание: Совместный релиз The Monkees, The Thunderbirds и Джима Ривза.                                                             |
| 1967 | Mary Mary / A Whiter Shade Of Pale / Don't Let Me Be Misunderstood / See-Line Woman Детали - Лейбл: Orfeh - Формат: 7'', EP - Примечание: Совместный релиз The Monkees, Нины Симон и Procol Harum.       |
| 1968 | The Birds, The Bees & The Monkees / If You Ever Leave Me Детали - Лейбл: Armed Forces Radio & Television Service Station Library - Формат: LP - Примечание: Совместный релиз The Monkees и Джека Джонса. |
| 1974 | Three Young Idols Детали - Лейбл: Bell Records - Формат: 2×LP - Примечание: Совместный релиз The Monkees, Дэвида Кэссиди и Tony Orlando & Dawn.                                                          |
| 1982 | The History Of Rock (Volume Nine) Детали - Лейбл: Orbis - Формат: 2×LP, CS - Примечание: Совместный релиз The Monkees, Ike & Tina Turner, Джеймса Брауна и The Beach Boys.                               |
| 1993 | The Monkees & The Guess Who Детали - Лейбл: Arista Records - Формат: CD - Примечание: Совместный релиз The Monkees и The Guess Who.                                                                      |
| 2019 | Christmas Party Plus! Детали - Релиз: 29 ноября - Лейбл: Rhino Records - Формат: 7'' - Примечание: Совместный релиз The Monkees и Энди Партриджа.                                                        |
| ?    | The Very Best Of The Monkees And The Archies Детали - Лейбл: J & B Records - Формат: LP - Примечание: Совместный релиз The Monkees и The Archies.                                                        |
| ?    | Top Groups Of The Sixties - Volume 1 Детали - Лейбл: Ingro - Формат: CD - Примечание: Совместный релиз The Monkees, The Lovin' Spoonful, Jefferson Airplane и Buffalo Springfield.                       |
| ?    | The Monkees & The Beach Boys Детали - Лейбл: Echo Industry Co., Ltd. - Формат: 2×CD - Примечание: Совместный релиз The Monkees и The Beach Boys.                                                         |
| ?    | The Monkees Vs The Beach Boys Детали - Лейбл: Goodays Music - Формат: CD - Примечание: Совместный релиз The Monkees и The Beach Boys.                                                                    |
| ?    | Great 4 Tops & The Monkees Hits Детали - Лейбл: R Records - Формат: 7'' - Примечание: Совместный релиз The Monkees и The Four Tops.                                                                      |

## Проморелизы
| Год  | Название                                                                                       | Описание                                                                           |
| ---- | ---------------------------------------------------------------------------------------------- | ---------------------------------------------------------------------------------- |
| 1995 | Greatest Hits Sampler Детали - Лейбл: Rhino Records - Формат: CD, EP                           | Собрание наиболее известных песен для продвижения коллектива на европейском рынке. |
| ?    | Interview Music Capsules Детали - Только в Австралии - Лейбл: Warner Music Vision - Формат: CD | Собрание интервью для рекламирования телесериала The Monkees в Австралии.          |

## Прочие релизы
| Год  | Название | Описание                                                                                                  |
| ---- | --- | --- |
| 1967 | Groovy 33⅓ Record Tells All About Micky Детали - Только в США - Лейбл: Hassenfeld Bros. Inc. - Формат: 7''                | Описание биографии Микки Доленца. К записи также прилагается его кукла.                                   |
| 1991 | The Monkees Special Детали - Только в Австралии и Новой Зеландии - Лейбл: Music World - Формат: CS                        | Сборник интервью вперемешку с песнями группы.                                                             |
| 1997 | Talk Downunder Детали - Релиз: 4 ноября - Лейбл: Raven - Формат: CD                                                       | Сборник интервью с участниками группы, записанных в сентябре 1968 года.                                   |
| 2016 | Saturday's Child b/w You Just May Be The One Детали - Релиз: 16 апреля - Лейбл: Rhino Entertainment Company - Формат: 7'' | Сингл с песнями «Saturday's Child» и «You Just May Be The One» на пластинке в форме логотипа The Monkees. |
| 2017 | Head Alternate Детали - Релиз: 3 марта - Только в США - Лейбл: Friday Music - Формат: LP                                  | Ремиксовое переиздание альбома Head с ограниченным тиражом.                                               |

### Комментарии
1. ↑  Помимо Billboard 200, The Monkees попал в следующие чарты Billboard[21]:
  - 1986. Top Current Album Sales: #92
  - 2021. Top Album Sales: #76
2. ↑  Помимо Billboard 200, More of the Monkees попал в следующие чарты Billboard[21]:
  - 1986. Top Current Album Sales: #96
  - 2022. Top Album Sales: #70
3. ↑  Помимо Billboard 200, Headquarters попал в следующие чарты Billboard[21]:
  - 1986. Top Current Album Sales: #121
4. ↑  Помимо Billboard 200, Pisces, Aquarius, Capricorn & Jones Ltd. попал в следующие чарты Billboard[21]:
  - 1986. Top Current Album Sales: #124
5. ↑  Помимо Billboard 200, The Birds, The Bees & The Monkees попал в следующие чарты Billboard[21]:
  - 1986. Top Current Album Sales: #145
6. ↑  Помимо Billboard 200, Changes попал в следующие чарты Billboard[21]:
  - 1986. Top Current Album Sales: #152
7. ↑  Помимо Billboard 200, Pool It! попал в следующие чарты Billboard[21]:
  - 1987. Top Current Album Sales: #72
8. ↑  Помимо Billboard 200, Good Times! попал в следующие чарты Billboard[21]:
  - 2016. Tastemaker Albums: #1
  - 2016. Vinyl Albums: #1
  - 2016. Top Album Sales: #6
  - 2016. Top Current Album Sales: #6
9. ↑  Christmas Party также попал в следующие чарты[21]:
  - 2018. Top Album Sales: #66
  - 2018. Top Current Album Sales: #60
10. 1 2 3 4 5 6  Данный релиз рассматривается одновременно как мини-альбом и как сборник.
11. 1 2 3 4 5 6 7 8 9 10 11 12  Данный релиз рассматривается одновременно как мини-альбом, как сборник и как сингл.
12. ↑  Также выходил под названием Monkees Golden Street[27].
13. ↑  The Monkees Greatest Hits (1976) попал также в следующие чарты Billboard[21]:
  - 1986. Top Current Album Sales: #69
14. ↑  Greatest Hits попал также в следующие чарты Billboard[21]:
  - 2000. Top Catalog Albums: #21
15. ↑  The Best Of The Monkees также попал в следующие чарты[21]:
  - 2003. Top Current Album Sales: #51
  - 2012. Catalog Albums: #7
16. ↑  Помимо Billboard 200, Flashback With The Monkees попал в следующие чарты Billboard[21]:
  - 2012. Top Album Sales: #125
  - 2012. Top Current Album Sales: #96
17. ↑  Впервые песня «Mary, Mary» из альбома More of the Monkees была выпущена на стороне «Б» переиздания песни «(Theme From) The Monkees» из дебютного альбома.
18. ↑  Оригинальный релиз песни «Star Collector» из альбома Pisces, Aquarius, Capricorn & Jones Ltd. в Японии включал песню «No Time» из альбома Headquarters на стороне «Б».
19. ↑  Песня «The Girl I Left Behind Me» была изначально выпущена в альбоме The Birds, the Bees & the Monkees.